# Калінецьке
Калінецьке (рос. Калинецкое) — присілок Бокситогорського району Ленінградської області Росії. Входить до складу Анісімовського сільського поселення.
Населення — 2 особи (2007 рік). 